# Città e distretto di St Albans
La Città e distretto di St Albans è un distretto, dell'Hertfordshire, Inghilterra, con lo Status di città dal 1877.
Il distretto fu creato con il Local Government Act 1972, il 1º aprile 1974 dalla fusione del borgo e città di St Albans con il distretto urbano di Harpenden e col distretto rurale di St Albans. Deve il suo nome a Sant'Albano d'Inghilterra, primo martire britannico ucciso proprio nell'area ove sorgerà il centro abitato. 
È la città di nascita del gruppo Enter Shikari.

## Parrocchie civili
Le parrocchie del distretto, che non coprono l'area del capoluogo St Albans, sono:
- Colney Heath
- Harpenden
- Harpenden Rural
- London Colney
- Redbourn
- Sandridge
- St Michael
- St Stephen (coi villaggi di Chiswell Green e Bricket Wood)
- Wheathampstead